# Escudo de Selangor

Escudo de armas del Estado de Selangor

El emblema de Selangor es un símbolo del estado; no puede correctamente ser llamado un escudo de armas ya que no respeta las tradiciones heráldicas. Es una amalgama de elementos que representan coraje y lealtad. La media luna y la estrella en la parte central representan el islam. La lanza roja (tombak) en el centro se llama el Sambu Warna. El emblema es apoyado por una kris corta (daga corta) a la izquierda y una kris larga (daga larga) a la derecha. Estas armas constituyen la regalía real del estado. El lema del estado está escrito en la escritura Jawi en rojo, y se lee “Dipelihara Allah” o “Bajo la protección de Dios”. Un cinturón ancho aparece debajo del lema. Fue usado por los guerreros locales del pasado para asegurar su cinturón.
- Datos: Q17630915